# Кам'янець-Подільський (село)
Кам'янець-Подільський (рос. Каменец-Подольский) — село в Росії, Сивінському районі, Пермського краю. Належить до муніципального утворення Сивінське сільське поселення.
На території сучасного Пермського Краю село було засноване 1911 року переселенцями із Поділля Іваном Дзюбою, Мартином Осадчуком та іншими, які назвали село на честь адміністративного центру Подільської губернії — міста Кам'янець-Подільськ (нині Кам'янець-Подільський). 26 вересня 2013 року село було зняте з обліку.
Код ОКАТО 57248822007; поштовий індекс 617251; код ИФНС 5933